# Obiektyw stałoogniskowy

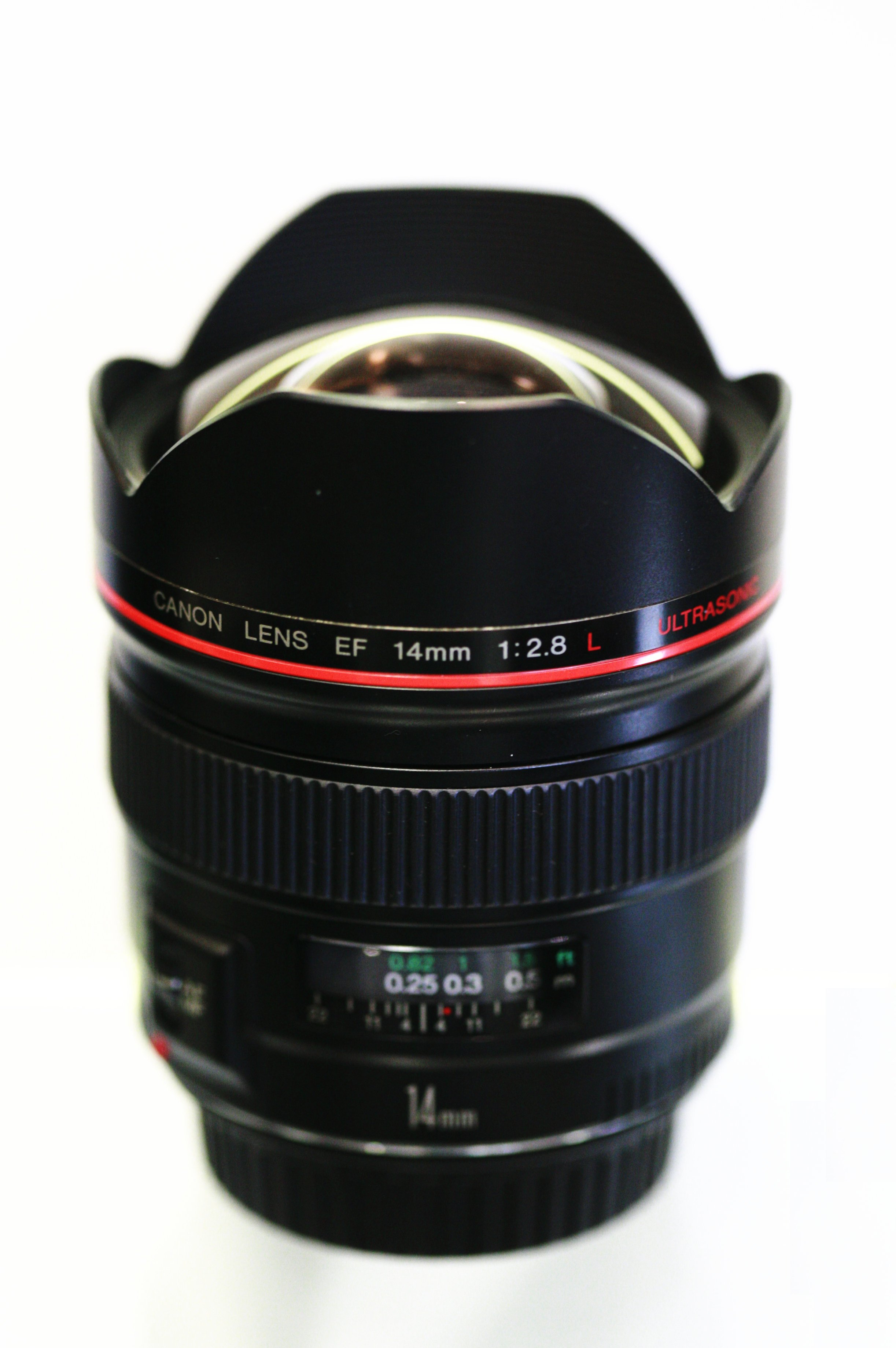
Canon EF 14mm F2.8L USM jest obiektywem z prestiżowej serii „L” przeznaczonym do fotografii krajobrazów, architektury i wnętrz.

Obiektyw stałoogniskowy – rodzaj obiektywu fotograficznego, w którym ogniskowa, w przeciwieństwie do obiektywów zmiennoogniskowych, jest stała.
Najczęściej spotykanym obiektywem stałoogniskowym w fotografii jest obiektyw o ogniskowej 50 mm, zwany popularnie obiektywem standardowym dla aparatów małoobrazkowych (na film 35 mm).
Przeważnie obiektywy stałoogniskowe mają mniej skomplikowaną konstrukcję, są lżejsze, mają wyższą rozdzielczość, większą jasność i mniejsze wady optyczne niż obiektywy zmiennoogniskowe przy tej samej wartości ogniskowej.